# Mexique aux Jeux olympiques d'hiver de 1984
Le Mexique participe aux Jeux olympiques d'hiver de 1984, qui ont lieu à Sarajevo en Yougoslavie. Ce pays, représenté par un athlète, prend part aux Jeux d'hiver pour la deuxième fois de son histoire. Il ne remporte pas de médaille.

## Résultats

### Ski alpin
Homme
| Athlète                | Épreuve      | Final         | Final | Final         | Final | Final         | Final |
| Athlète                | Épreuve      | Manche 1      | Rang  | Manche 2      | Rang  | Total         | Rang  |
| ---------------------- | ------------ | ------------- | ----- | ------------- | ----- | ------------- | ----- |
| Hubertus von Hohenlohe | Descente     | NC            | NC    | NC            | NC    | 1 min 51 s 57 | 38    |
| Hubertus von Hohenlohe | Slalom géant | 1 min 34 s 82 | 50    | 1 min 35 s 27 | 48    | 3 min 10 s 09 | 48    |
| Hubertus von Hohenlohe | Slalom       | 1 min 04 s 42 | 41    | 1 min 03 s 75 | 26    | 2 min 08 s 17 | 26    |